# Verona (zespół muzyczny)
Verona – czeski zespół, w skład którego wchodzą producent i klawiszowiec – Peter Fider oraz wokalistka Veronika Stýblová. Ta zastąpiła w 2018 roku długoletnią wokalistkę Markétę Jakšlovą.

## Historia
Grupa powstała w 2002 i od tego czasu wydała 8 płyt.
Od kilkunastu lat Verona jest najpopularniejszym zespołem dance w Czechach. Na swoim koncie mają wiele sukcesów.
Bodaj najbardziej znany na arenie międzynarodowej singiel grupy You gotta move on królował w Czechach i innych europejskich krajach podczas wakacji 2007.
W 2008 roku piosenka Stay with me odniosła ogromny sukces m.in. w Bułgarii czy na Słowacji.
W 2009 roku zespół wystąpił na 46. Międzynarodowym Festiwalu w Sopocie z najnowszym hitem Do You Really Wanna Know, który już wcześniej trafił na szczyty list przebojów w Polsce. Dwa dni później z tą samą piosenką wystąpili na koncercie Hity Na Czasie Radia Eska. W 2010 roku zespół wydał nowy singiel – Up To The Stars.

## Dyskografia

### Albumy
- Náhodou (2002)
- Nejsi sám (2003)
- Jen tobě (2005)
- Girotondo (2006)
- Best of (2008)
- Komplet (2009)
- Den otevřených dveří (2011)
- Meziprostor (2014)
- Singles 2002-2016 (2018)

### Single
- Krásnej den (2002)
- Náhodou (2002)
- Co nejdýl (2002)
- Rovnováha (2002)
- Nejsi sám (2003)
- Kde lásku brat (2003)
- Jen tobě (2005)
- Den co den (2005)
- Girotondo (2006)
- Naposled (2006)
- Ti Sento (2005)
- You Gotta Move On (2007)
- Za všechno může čas (2007)
- La Musica (2007)
- Stay With Me (2008)
- Do You Really Wanna Know (2009)
- Up To The Stars (2010)
- Ztracená bloudin (2010)
- Hey Boy (2011)
- Bez tebe (2011)
- Fallin in Love (2011)
- Volnej pád (2012)
- Láskoproud (2013)
- Nech si zdát (2014)
- Ted' a tady (2015)
- Endless Day (2015)
- Complicated (2018)
- Parabola (2018)
- Náhodou ft. Michal David (píseň pro Kapku Naděje (2019)